# Jürgen Roland
Pour les articles homonymes, voir Roland.
Jürgen Roland, pseudonyme de Jürgen Roland Schellack, né le 25 décembre 1925 à Hambourg, mort le 21 septembre 2007 dans la même ville est un réalisateur allemand de cinéma et de télévision.

## Biographie
Après l'abitur, il est envoyé au Reichsarbeitsdienst à Hambourg en 1943, puis au front. Il est membre d'une compagnie de propagande de la Waffen-SS et de la Wehrmacht. Roland est d'abord reporter radio à Radio Hambourg peu de temps après la fin de la Seconde Guerre mondiale, et en 1948, il devient assistant réalisateur. En 1950, il entre dans l'école de télévision de la BBC à Londres puis commence comme reporter à la NWDR. Il est envoyé pour tous les sujets, les sports, les nouvelles quotidiennes et des interviews de films. Le 4 avril 1952, toujours dans le cadre d'un programme expérimental, il entame la série Was ist los in Hamburg?.
À partir de 1953, il conçoit la série télévisée Der Polizeibericht meldet … où les affaires pénales en cours sont traitées de manière journalistique. De 1958 à 1968, il réalise les 22 épisodes de la série policière Stahlnetz, qui impressionne les téléspectateurs par sa forme semi-documentaire et est un succès d'audience. De 1967 à 1973, il est réalisateur et présentateur de la série policière Dem Täter auf der Spur où des invités célèbres essaient de trouver l'auteur d'une affaire criminelle en combinant ou en devinant ; le public et l'équipe de conseil ont exactement les mêmes informations que les enquêteurs, représentés par Günther Neutze et Karl Lieffen. Il travaille pour le cinéma pour des films d'exploitation. Il tourne ensuite des épisodes de Tatort. Roland est employé par NDR jusqu'à l'âge de 65 ans, après quoi il travaille comme un pigiste.
Sur la base de ses expériences en tant que reporter de police, Roland conçoit la série Großstadtrevier, qui est diffusée en 1986, dont il réalise les premières saisons, et continue à ce jour.
Jürgen Roland est le père de la journaliste et scénariste Jessica Schellack.

## Filmographie

### Cinéma
- 1950 : Zwischen Ebbe und Flut (court métrage)
- 1959 : Unser Wunderland bei Nacht (de)
- 1960 : Scotland Yard contre Cercle rouge (Der rote Kreis)
- 1961 : L'Archer vert (de) (Der grüne Bogenschütze)
- 1961 : Le Dernier Convoi (Der Transport)
- 1961 : L'Étrange Comtesse (Die seltsame Gräfin) (fin du tournage avec Ottokar Runze, commencée par Josef von Báky
- 1962 : Espionnage à Hong Kong (Heißer Hafen Hongkong)
- 1963 : La Panthère noire de Ratana (de) (Der schwarze Panther von Ratana)
- 1963 : Les Pirates du Mississippi (Die Flußpiraten vom Mississippi)
- 1964 : Hambourg, quartier réservé (de) (Polizeirevier Davidswache)
- 1966 : Les Quatre Clefs (de) (Vier Schlüssel)
- 1967 : Coup de gong à Hong Kong (Lotosblüten für Miss Quon)
- 1969 : Secteur interdit (de) (Die Engel von St. Pauli)
- 1971 : Dossier Saint-Pauli (de) (Jürgen Roland’s St. Pauli-Report)
- 1973 : Une Chinoise aux nerfs d'acier (Das Mädchen von Hong Kong)
- 1973 : Salopards en enfer (de) (Zinksärge für die Goldjungen)
- 1974 : Pas d'or pour les requins (de) (Ein toter Taucher nimmt kein Gold) (début du tournage, repris par Harald Reinl)

### Télévision

#### Séries télévisées
- 1952 : Was ist los in Hamburg? (documentaire)
- 1953 : Das Künstlerporträt (documentaire)
- 1953 : Der Polizeibericht meldet …
- 1954 : Der Hauptfilm hat noch nicht begonnen...
- 1955 : Schlag auf Schlag
- 1958-1968 : Stahlnetz (22 épisodes)
- 1965 : Die Katze im Sack (de)
- 1967-1973 : Dem Täter auf der Spur (de) (17 épisodes)
- 1976-1997 : Tatort (12 épisodes)
  - 1976 : Tatort: … und dann ist Zahltag
  - 1977 : Tatort: Das stille Geschäft
  - 1979 : Tatort: Freund Gregor
  - 1982 : Tatort: So ein Tag …
  - 1983 : Tatort: Der Schläfer
  - 1985 : Tatort: Acht, neun – aus
  - 1985 : Tatort: Baranskis Geschäft
  - 1989 : Tatort: Keine Tricks, Herr Bülow
  - 1991 : Tatort: Tod eines Mädchens
  - 1992 : Tatort: Stoevers Fall
  - 1995 : Tatort: Tod eines Polizisten
  - 1997 : Tatort: Ausgespielt
- 1986-2002 : Großstadtrevier (de) (48 épisodes)

## Source de traduction
- (de) Cet article est partiellement ou en totalité issu de l’article de Wikipédia en allemand intitulé « Jürgen Roland » (voir la liste des auteurs).